# Sumberraute (Pyrénées-Atlantiques)
Pour les articles homonymes, voir Sumberraute.
Sumberraute est une ancienne commune française du département des Pyrénées-Atlantiques. Le 27 juin 1842, la commune fusionne avec Luxe pour former la nouvelle commune de Luxe-Sumberraute.

## Géographie
Sumberraute fait partie du pays de Mixe, dans la province basque de Basse-Navarre.

## Toponymie
Son nom basque est Altzumarta. Jean-Baptiste Orpustan indique que Sumberraute signifie « lieu de broussailles où l'aulne abonde » (de altzu « lieu où l'aulne abonde » et berroeta « lieu de broussailles »).
Le toponyme Sumberraute apparaît sous les formes 
Sanctus Martinus de Alzumberraute (1160), 
Alçumbarrauta (1268), 
Alçunbarraute (1350 et 1412), 
Alsumberraute (1472, notaires de Labastide-Villefranche), 
Alçumbarrate (1513, titres de Pampelune), 
Azumbarraute (1621, Martin Biscay) et 
Somberraute (1793 et 1801, Bulletin des lois pour la deuxième date).

## Politique et administration
| Période | Période | Identité           | Étiquette | Qualité |
| ------- | ------- | ------------------ | --------- | ------- |
| 1801    | 1808    | Arnaud Irigoity    |           |         |
| 1808    | 1817    | Jean Etchegorry    |           |         |
| 1817    | 1831    | Baptiste Mendiburu |           |         |
| 1831    | 1836    | Jean Etchegorry    |           |         |
| 1836    | 1837    | Martin Etcheberry  |           |         |
| 1837    | 1842    | Jean Danty         |           |         |

## Démographie
En 1350, 9 feux sont signalés à Sumberraute.
Le recensement à caractère fiscal de 1412-1413, réalisé sur ordre de Charles III de Navarre, comparé à celui de 1551 des hommes et des armes qui sont dans le présent royaume de Navarre d'en deçà les ports, révèle une démographie en forte croissance. Le premier indique à Sumberraute la présence de 7 feux, le second de 24 (19 + 5 feux secondaires).

Le recensement de la population de Basse-Navarre de 1695 dénombre 41 feux à Sumberraute.
| 1793 | 1800 | 1806 | 1821 | 1831 | 1836 |
| ---- | ---- | ---- | ---- | ---- | ---- |
| 171  | 173  | 192  | 190  | 174  | 163  |

## Culture et patrimoine

### Patrimoine civil
Le château de Sumberraute date des XVIIe et XIXe siècles.

## Pour approfondir